# Dagoberto Moll
Dagoberto Moll Sequeira (Montevideo, 22 de julio de 1927) es un exfutbolista y entrenador uruguayo, nacionalizado español.
Está considerado uno de los mejores jugadores de la historia del Real Club Deportivo de La Coruña, donde integró la célebre «Orquesta Canaro». También jugó en la Primera División de España con el FC Barcelona, el CD Condal, el Celta de Vigo y el Elche CF. Su carrera como entrenador se desarrolló entre México y España, siendo su mayor éxito la conquista de la Copa de Campeones de la Concacaf con el Atlético Español.
Su nieto es el jugador de hockey sobre patines Pablo Cancela Moll, internacional y subcampeón de Europa con España.

## Trayectoria

### Como jugador
Inició su carrera en Uruguay, en el CS Miramar y el Misiones FC. En 1949, a raíz de su participación en el Campeonato Sudamericano con la selección de Uruguay, el técnico argentino Alejandro Scopelli, que entrenaba al Deportivo de La Coruña solicitó su fichaje. Moll debutó con los coruñeses la temporada 1949/50, logrando un histórico subcampeonato de Liga que sería el mayor éxito del club hasta los años 1990. 
La temporada 1950/51, con Franco, Tino, Corcuera y Oswaldo, formó una de las mejores delanteras de la historia del Deportivo, la llamada «Orquestra Canaro». Fueron subcampeones de invierno, con importantes victorias como un 10-1 al UE Lleida —mayor goleada de la historia del club en Primera División— con dos tantos de Moll, o un 5-0 al Real Madrid; pero el equipo se deshinchó en la segunda vuelta de la liga. En las siguientes campañas los deportivistas cosecharon clasificaciones discretas, llegando incluso a diputar la liguilla de permanencia en Primera la temporada 1952/53. Certificaron la salvación en la última jornada, con una victoria por 1-3 ante el Celta de Vigo; Dagoberto Moll tuvo una intervención decisiva. En cinco temporadas vistió la camiseta blanquiazul en 121 partidos de liga, en los anotó 29 goles.
En 23 de marzo de 1954 se oficializó su traspaso al FC Barcelona, junto a un joven Luis Suárez, a cambio de 625 000 pesetas. Moll firmó por cuatro años, con una ficha total de 800 000 pesetas. A diferencia de Suárez, que poco después de su fichaje debutó en la Copa del Generalísimo, Moll no pudo disputar la competición copera por su condición de extranjero y tuvo que esperar hasta el mes de noviembre para estrenarse oficialmente como barcelonista. A partir de la segunda vuelta de la liga de la temporada 1954/55 logró afianzarse en la titularidad, disputando 16 encuentros y marcando cuatro goles, incluyendo uno al Real Madrid que le convirtió en el primer futbolista uruguayo en anotar en un clásico. Pero una grave lesión en la rodilla izquierda, en la última jornada,  cortó su carrera en el club azulgrana. Tras recuperarse de la operación del menisco y del ligamento, en enero de 1956 fue cedido al filial, SD La España Industrial, de Segunda División, con el que logró un histórico ascenso a Primera. Tras jugar varios partidos amistosos con el primer equipo barcelonista durante el verano de 1956, la temporada 1956/57 volvió a ser cedido al equipo industrial, que jugó en Primera División como CD Condal. Disputó trece partidos y marcó dos goles, hasta el final de la primera vuelta. Esa misma temporada, finalizada la liga, rescindió su contrato con el FC Barcelona y se incorporó al RCD Español para jugar la Copa del Generalísimo, perdiendo la final contra el propio Barcelona.
La temporada 1957/58 regresó a Galicia para jugar en las filas del Celta de Vigo, pero abandonó el club tras un enfrentamiento con el técnico. Volvió entonces al Deportivo de la Coruña, que había descendido a Segunda División, jugando un año en la categoría de plata. La temporada 1959/60 aceptó una propuesta de César Rodríguez, excompañero en el FC Barcelona y entrenador del Elche CF, para jugar por última vez en Primera División con los franjiverdes. Terminó su carrera en 1962 en el Albacete Balompié, con el que ascendió a Segunda División la temporada 1960/61. Durante su paso por el club manchego se erigió en el auténtico líder del equipo, ejerciendo además como jugador-entrenador durante varias fases.

### Como entrenador
Su carrera como técnico empezó en el mismo Albacete Balompié. En 1962 se convirtió en el primer entrenador de la historia de la Sociedad Deportiva Compostela, a la que ascendió de Regional a Tercera División. Empezó la temporada 1963/64 en el banquillo del Atlético Baleares, también en la categoría de bronce, pero en marzo se marchó a sustituir a Enric Rabassa al frente del CD Hospitalet, que luchaba por la permanencia en Segunda, logrando mantener la categoría en la promoción. La siguiente campaña se mantuvo en el banquillo ribereño hasta la jornada 21, cuando fue destituido. La temporada 1965/66 dirigió al Girona FC en Tercera División, aunque fue también cesado a mitad de curso. 
En enero de 1967 regresó al Deportivo de La Coruña, en la que fue su única experiencia en un banquillo de la Primera División española. Moll llegó como revulsivo al equipo coruñés, que peleaba por la permanencia, pero no pudo mejorar los resultados de su predecesor, Enrique Orizaola, y los gallegos descendieron tras finalizar la liga como colistas. La siguiente temporada repitió el mismo guion en la Gimnástica de Torrelavega, de Segunda División. Recaló en el equipo gimnástico a mitad de temporada para intentar salvarlo del descenso, pero nuevamente terminó como farolillo rojo. 
La temporada 1968/69 emprendió su primera aventura mexicana en el CF Atlante, al que dirigió durante dos campañas en Primera División, finalizando en octavo y en décimo puesto. Tras tomarse un año sábatico en España, la temporada 1971/72 regresó al banquillo de los  «potros», dejándolos nuevamente en la zona media de la tabla. La siguiente campaña entrenó al Atlético Español, un club nuevo creado por empresarios españoles al que condujo hasta las semifinales de la liga, donde cayó eliminado por el Club León en la tanda de penaltis. 
En 1973 Moll regresó a España para hacerse cargo del CD Tenerife, que militaba en Segunda División. En su primer año al frente de los chicharreros se quedó a dos puntos de lograr el ascenso a Primera División; pero, en el siguiente curso los resultados adversos y los enfrentamientos con varios jugadores de la plantilla provocaron su destitución en el mes de diciembre.
La temporada 1975/76 aceptó la oferta del Levante UD para hacerse cargo del equipo en Tercera División, en sustitución de Fernando Daucik, que había abandonado el banquillo una semana después de empezar la liga. No obstante, Moll tampoco terminó la temporada y dejó el cargo en febrero de 1976, fichando nuevamente por el Atlético Español mexicano para el tramo final de la temporada. En su segunda etapa con los «toros» hizo historia al conquistar el primer título internacional del club, la Copa de Campeones de la Concacaf, derrotando en la final al S.V. Transvaal. En la liga, en cambio, no logró clasificar al equipo para la fase por el título. Al término de esa misma temporada volvió al CF Atlante para dirigir al equipo, junto con Carlos Iturralde Rivero, en la promoción de permanencia en Primera División, pero la dupla fracasó en su intento y los azulgranas perdieron la categoría por primera vez en su historia.
En enero de 1978 inició su tercera etapa en el Atlético Español, cubriendo la marcha de José Antonio Roca al banquillo de la selección mexicana. Moll renunció al cargo al acabar la temporada 1978/79, tras dos campañas quedando fuera de la liguilla por el título. Posteriormente trabajó como asesor de la Federación Mexicana de Fútbol, para volver a los banquillos de la Primera División azteca la temporada 1980/81, con el CD Tampico. Sin embargo, los resultados adversos y la mala relación con la plantilla motivaron su cese en enero de 1981.
Regresó a España para establecer su residencia familiar en La Coruña. Fue ocasionalmente representante de futbolistas, y tras varios años alejado de los banquillos, volvió a entrenar la temporada 1985/86, en una segunda etapa en el SD Compostela que terminó con el descenso de Segunda División "B" a Tercera.

## Selección nacional
Antes de dejar Uruguay para jugar en España, fue internacional absoluto con la selección de su país, participando en el Campeonato Sudamericano —actual Copa América— de 1949. Jugó seis partidos y marcó dos goles.
En 1955 jugó un encuentro benéfico con una selección de Barcelona, combinado que la historiografía actual considera equivalente a la selección catalana. Moll, que integró una delantera histórica junto a Di Stéfano, Kubala, Basora y Villaverde, marcó dos goles en la victoria local por 6-2 frente al Bologna FC.

### Participaciones en Copa América
| Eurocopa                     | Sede   | Resultado | Partidos | Goles |
| ---------------------------- | ------ | --------- | -------- | ----- |
| Campeonato Sudamericano 1949 | Brasil | 6º        | 6        | 2     |

## Clubes

### Como jugador
| Club                              | País    | Año       |
| --------------------------------- | ------- | --------- |
| CS Miramar                        | Uruguay | 1942-1943 |
| Misiones FC                       | Uruguay | 1944-1949 |
| RC Deportivo de La Coruña         | España  | 1949-1954 |
| FC Barcelona                      | España  | 1954-1956 |
| SD La España Industrial CD Condal | España  | 1956-1957 |
| RCD Español                       | España  | 1957      |
| RC Celta de Vigo                  | España  | 1957-1958 |
| RC Deportivo de La Coruña         | España  | 1958-1959 |
| Elche CF                          | España  | 1959-1960 |
| Albacete Balompié                 | España  | 1960-1962 |

### Como entrenador
| Club                         | País   | Año       |
| ---------------------------- | ------ | --------- |
| Albacete Balompié            | España | 1961-1962 |
| SD Compostela                | España | 1962-1963 |
| CD Atlético Baleares         | España | 1963-1964 |
| CD Hospitalet                | España | 1964-1965 |
| Girona FC                    | España | 1965-1966 |
| RC Deportivo de La Coruña    | España | 1967      |
| RS Gimnástica de Torrelavega | España | 1967-1968 |
| CF Atlante                   | México | 1968-1970 |
| CF Atlante                   | México | 1971-1972 |
| Atlético Español             | México | 1972-1973 |
| CD Tenerife                  | España | 1973-1974 |
| Levante UD                   | España | 1975-1976 |
| Atlético Español             | México | 1976      |
| CF Atlante                   | México | 1976      |
| Atlético Español             | México | 1978-1979 |
| CD Tampico                   | México | 1980-1981 |
| SD Compostela                | España | 1985-1986 |